# سسک چیف‌چاف معمولی

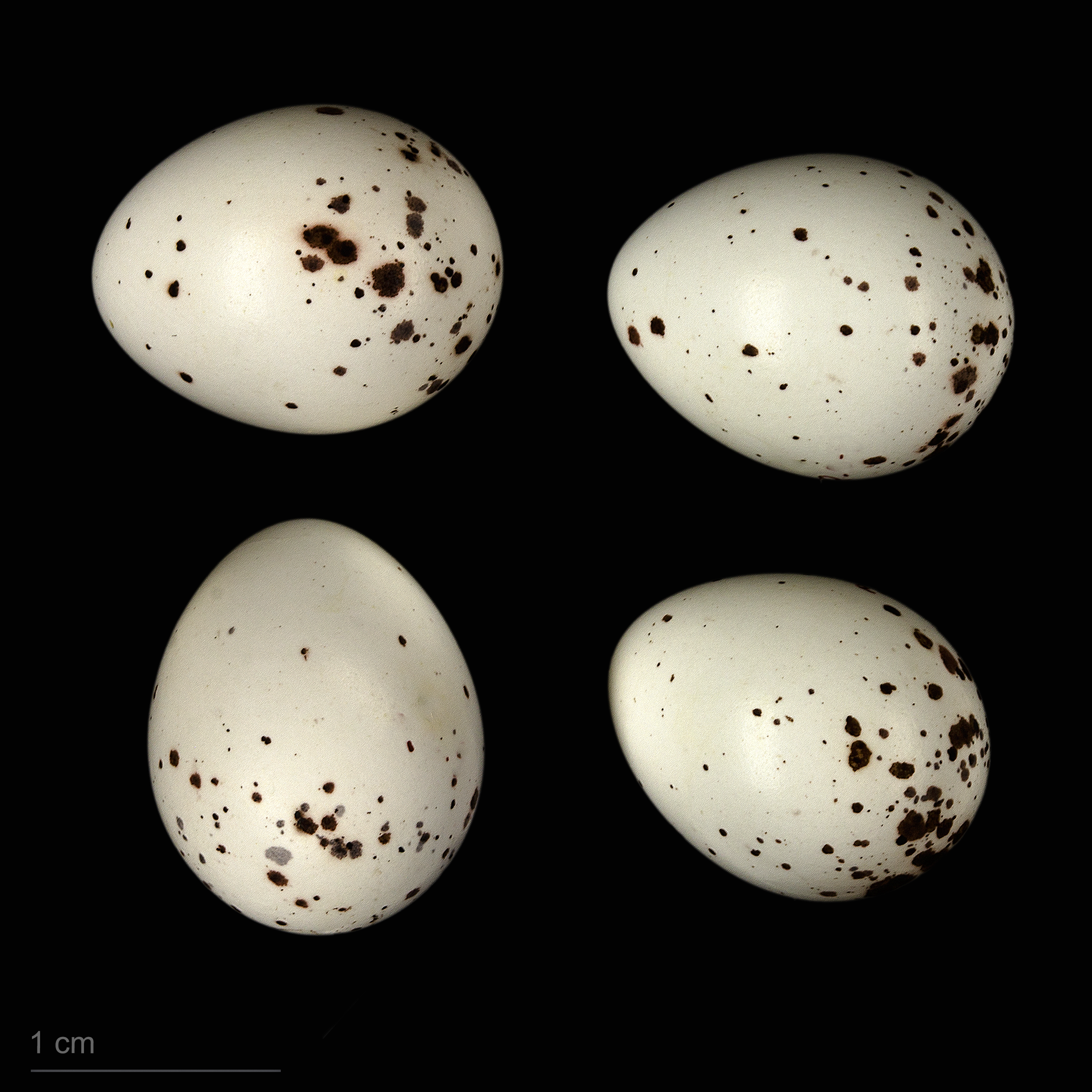
Phylloscopus collybita collybita

سسک چیف‌چاف معمولی (نام علمی: Phylloscopus collybita) نام یک گونه از زیرراسته پرنده آوازخوان است.